# Pont bow-string
Cet article concerne le type de pont. Pour le pont homonyme sur la Loue à Port-Lesney, voir Pont bow-string (Port-Lesney).

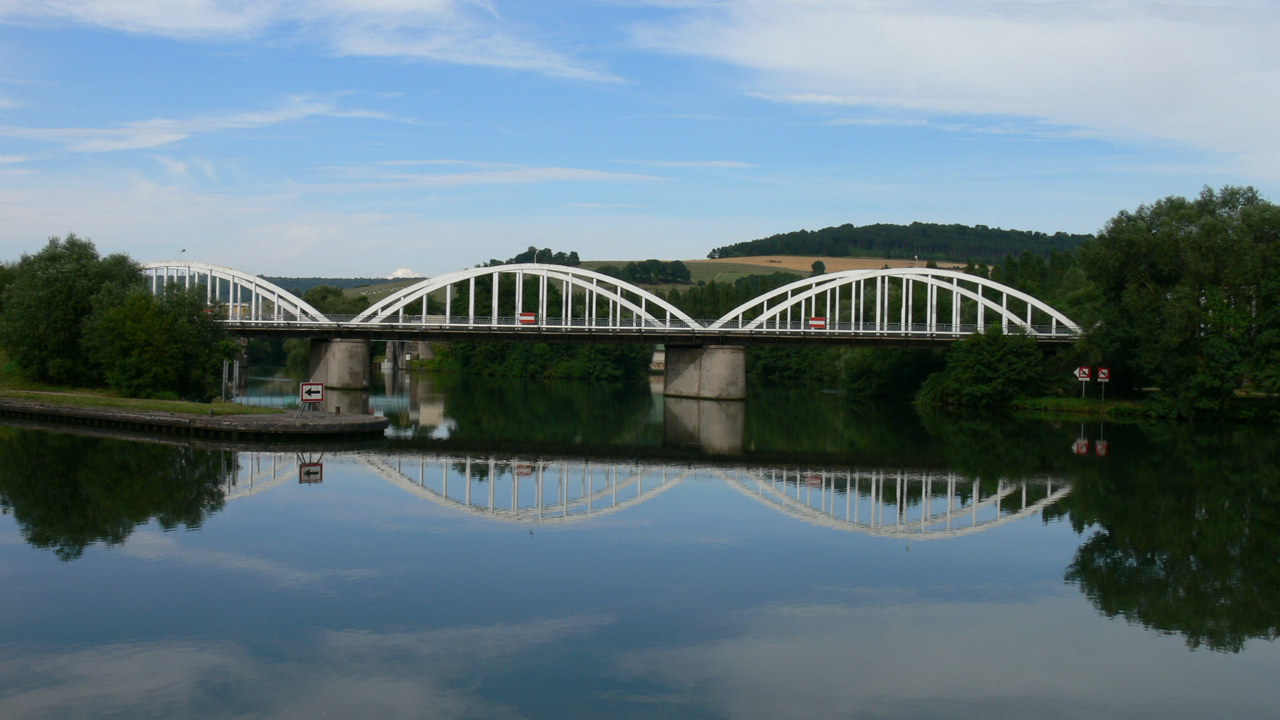
Pont sur la Moselle entre Frouard et Pompey

Un pont bow-string (en anglais bow-string bridge, litt. « pont en corde d'arc ») est un type de pont muni d'un tablier faisant aussi fonction de tirant et de poutres latérales (en arc au-dessus du tablier) qui sont encastrés l'un dans l'autre aux extrémités. En travée, le tablier est tenu par des suspentes souvent à la verticale.

## Origine de l'expression

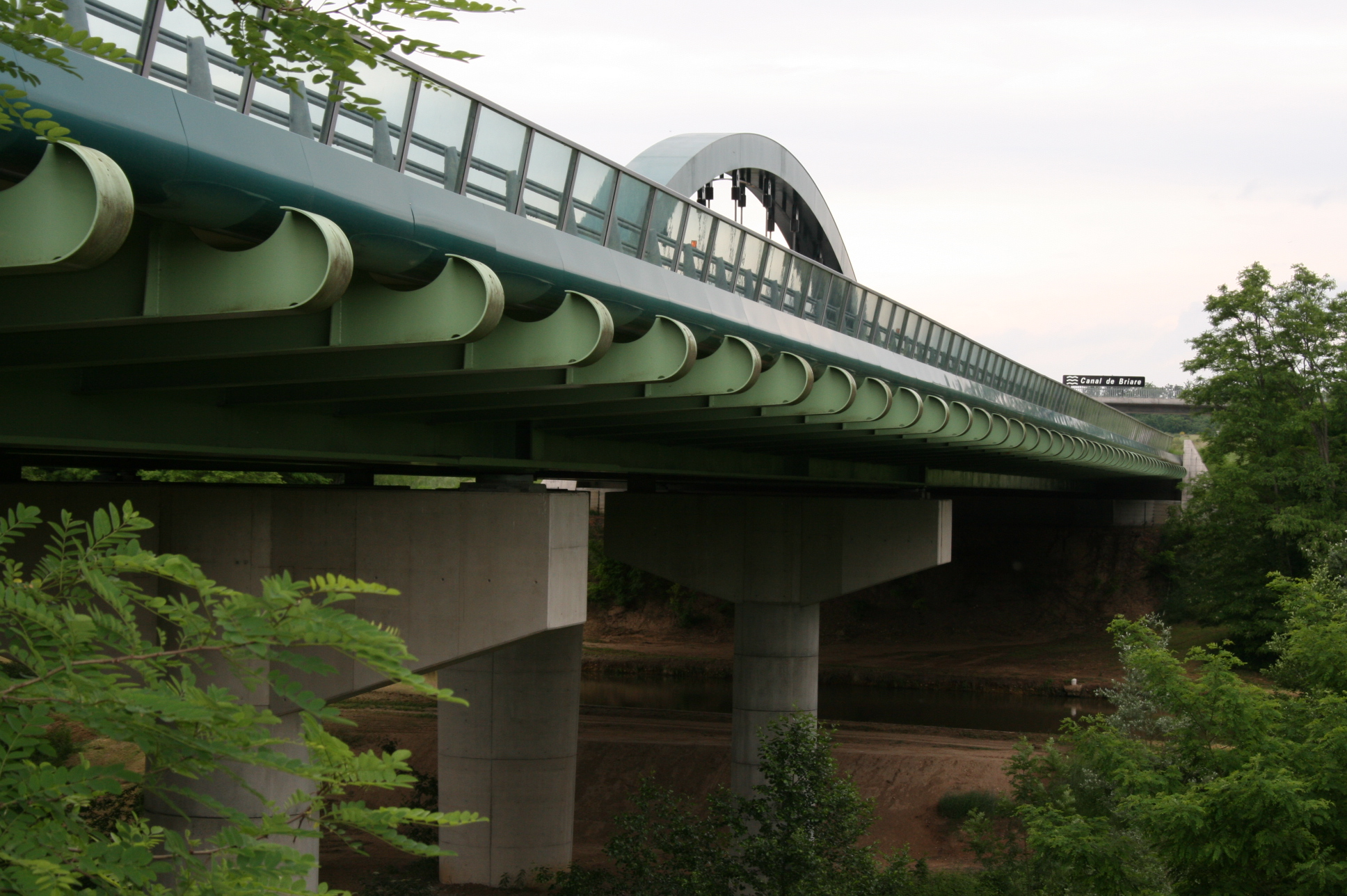
Pont de Briare

C'est la traduction incomplète de l'anglais bow-string bridge, littéralement « pont en corde d'arc », où string = « corde » et bow = « arc ». En français, l'expression est parfois abrégée en bow-string (exemple : « Ce pont en béton est le bow-string le plus célèbre du Limousin »).
Un synonyme en est « pont en arc lié » (en anglais tied-arch bridge).

## Principe mécanique
Ce type de pont comporte une semelle joignant chacune des extrémités de l'arc, dénommée tirant, qui a pour effet de travailler en traction et de reprendre tous les efforts horizontaux transmis par l'arc, ce qui induit que dans ce type de pont ne sont transmis aux culées que des efforts verticaux.
Ce type d'ouvrage a deux avantages : d'une part, le faible encombrement sous le tablier (voies navigables), et d'autre part, le fait que les efforts d'appuis sont uniquement verticaux (pas de poussée horizontale).

### Exemple

Structure de pont bow-string à arc unique central

Soit un camion qui traverse le pont :
1. le poids du camion crée un effort et donc une flexion du tablier (tirant) ;
2. le tirant ainsi fléchi provoque une tension dans les suspentes ;
3. les suspentes reportent les efforts de traction du tablier dans l'arc (poutres latérales) ;
4. l'arc est en compression, conséquence des suspentes ;
5. la compression de l'arc agit sur le tablier qui subit donc un effort de traction ;
6. la flexion du tablier est ainsi diminuée par son propre effort dans les suspentes.